# Rhabdomys intermedius
Rhabdomys intermedius — вид гризунів родини мишевих (Muridae). Ареал: ПАР (Східна Капська провінція, Північна Капська провінція, Західна Капська провінція). Вид відокремлено від V. pumilio.
Як правило, види Rhabdomys мають широку толерантність до середовища існування та є комменсальними видами, які іноді зустрічаються на сільськогосподарських угіддях і в будинках, і іноді вважаються шкідниками.